# Сапалак
Сапалак (кирг. Сапалак) — село в Ала-Букинском районе Джалал-Абадской области Кыргызстана. Входит в состав Ала-Букинского айылного аймака.

## География
Село расположено в юго-западной части области, на берегах реки Ала-Бука (левый приток реки Касансай), у юго-западной окраины села Ала-Бука, административного центра района. Абсолютная высота — 1258 метров над уровнем моря.

## Население
Согласно оценочным данным Национального статистического комитета Кыргызской Республики, численность населения села на начало 2023 года составляла 515 человек.
| год     | 2009 | 2014 | 2015 | 2020 | 2021 | 2023 |
| ------- | ---- | ---- | ---- | ---- | ---- | ---- |
| человек | 645  | 171  | 136  | 432  | 439  | 515  |